# Rue d'Arcole
Pour les articles homonymes, voir Rue d'Arcole (homonymie) et Arcole.
La rue d’Arcole est une rue du centre de Paris, dans le 4e arrondissement.

## Situation et accès
Elle va du parvis de la cathédrale Notre-Dame au pont d'Arcole, qui relie l’île de la Cité à l’Hôtel de Ville.

## Origine du nom
Cette rue porte le nom d'« Arcole » en raison du voisinage du pont d'Arcole, en référence, selon Jacques Hillairet, Louis et Félix Lazare et Gustave Pessard au jeune républicain nommé d'Arcole, qui s'élançant sur ce pont à la tête de plusieurs combattants, au cours des Trois Glorieuses, se dirigeaient sur l'Hôtel de Ville abattu alors qu'il plantait un drapeau tricolore, et qui s'écria avant de mourir : « Rappelez-vous que je m'appelle d'Arcole »,. Cet épisode se déroula le 28 juillet 1830,, comme le décrit Louis Canler.

## Historique
Une ordonnance du 4 mars 1834 ordonne l'alignement et l'élargissement à 12 m de deux rues séparées par la rue des Marmousets-en-la-Cité : la rue Saint-Pierre-aux-Bœufs au sud et la rue du Chevet-Saint-Landry au nord. Ces travaux visent à former un axe entre le pont d'Arcole, ouvert à la circulation en 1828, et le parvis Notre-Dame. Les travaux sont déclarés d'utilité publique le 13 mai 1836. Les deux rues sont officiellement réunies pour former la rue d'Arcole le 13 février 1837.
Le 22 mai 1865, un décret déclare d'utilité publique la reconstruction de l'Hôtel-Dieu au nord du parvis Notre-Dame. La façade est du nouvel hôpital est tracée le long d'un axe établi dans l'alignement du pont d'Arcole et de la cathédrale Notre-Dame, plus à l'est donc que son tracé historique. L'ensemble des immeubles de la rue est donc démoli en novembre-décembre 1865 entre le parvis et la rue de Constantine (actuelle rue de Lutèce) et en avril-juin 1866 jusqu’au quai. Plus au sud, le pont au Double est reconstruit en 1883 pour être dans l'alignement de la rue d'Arcole et du prolongement de la rue Monge (actuelle rue Lagrange).

## Bâtiments remarquables et lieux de mémoire
La rue, devenue très touristique en raison de sa proximité avec la cathédrale Notre-Dame de Paris, est bordée sur son côté oriental par de nombreuses boutiques de souvenirs, cafés et restaurants ; en revanche, son côté occidental n'est pas du tout commerçant en raison de la présence de l'Hôtel-Dieu sur toute sa longueur.
- No 15 : emplacement de l'ancienne église Saint-Pierre-aux-Bœufs.
- À l'extrémité de la rue, côté quai de la Corse, se dresse un panneau Histoire de Paris rappelant la présence de l'Arche Marion (espèce de grande barge flottante amarrée entre le pont Notre-Dame et le pont d'Arcole, spécialisée dans le blanchissage du linge sur la Seine).
- En 2000, une fontaine Millénaire est installée au croisement de la rue avec le parvis Notre-Dame.

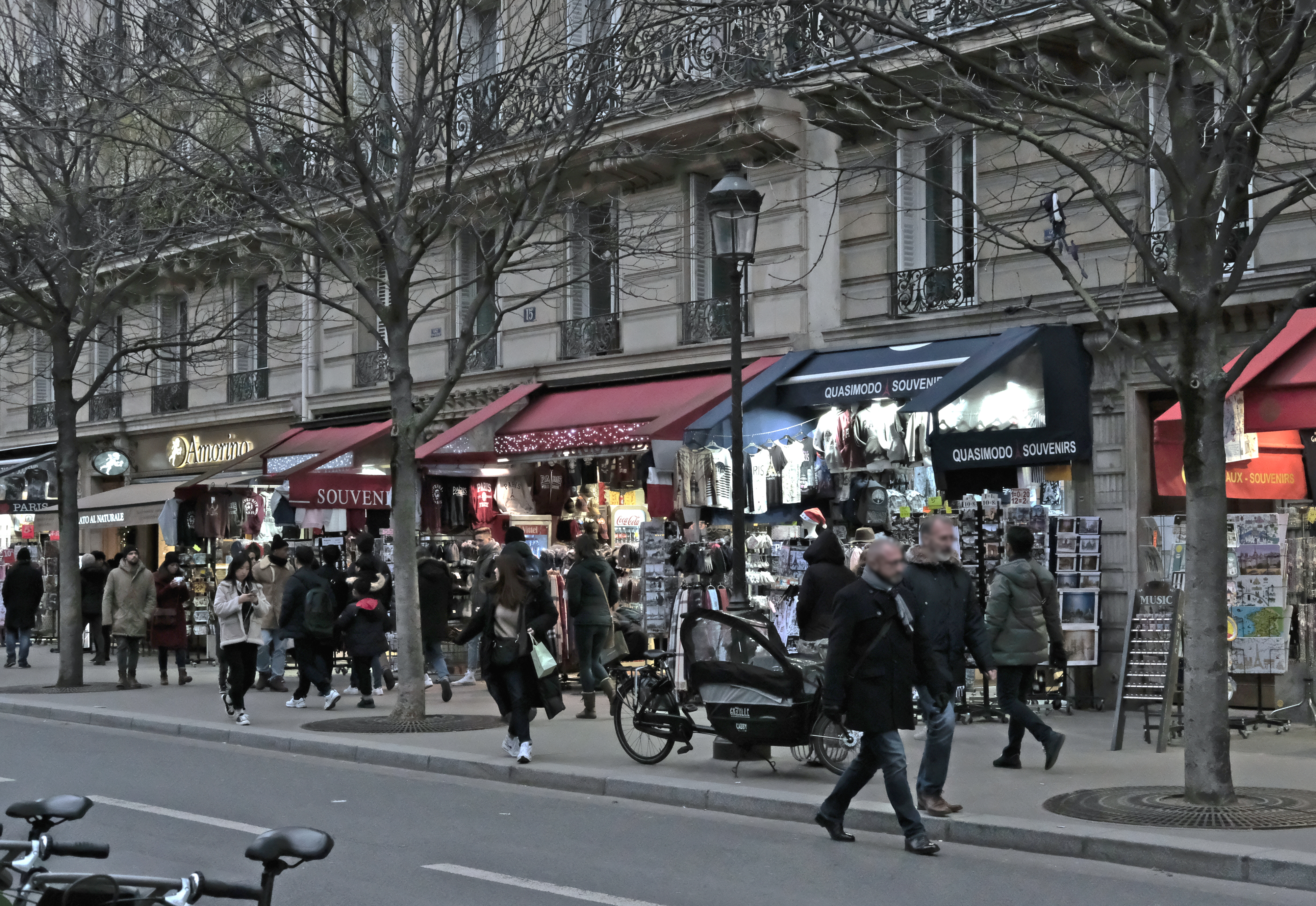
Boutiques de souvenirs en début de soirée.
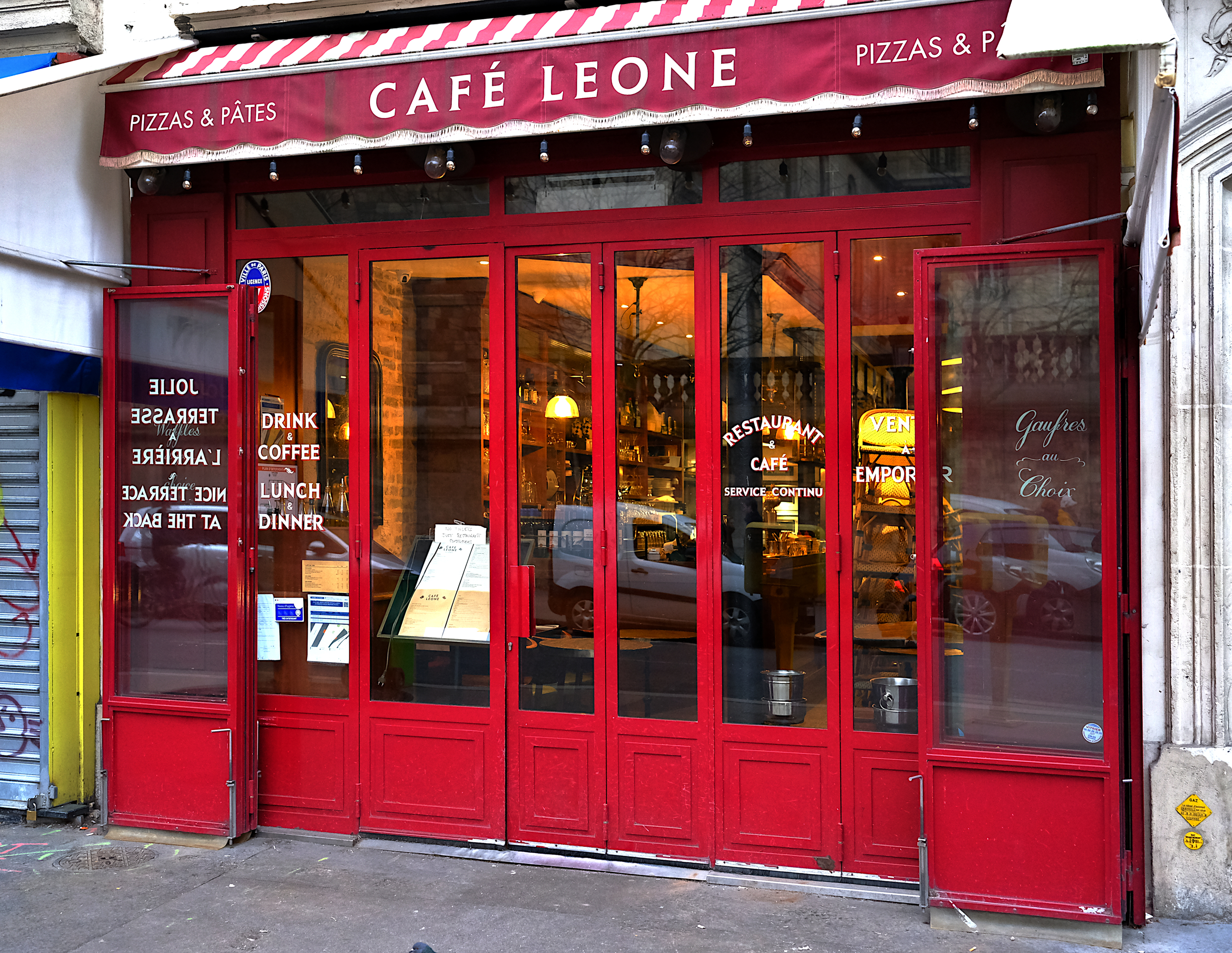
Un café peu avant son ouverture matinale.
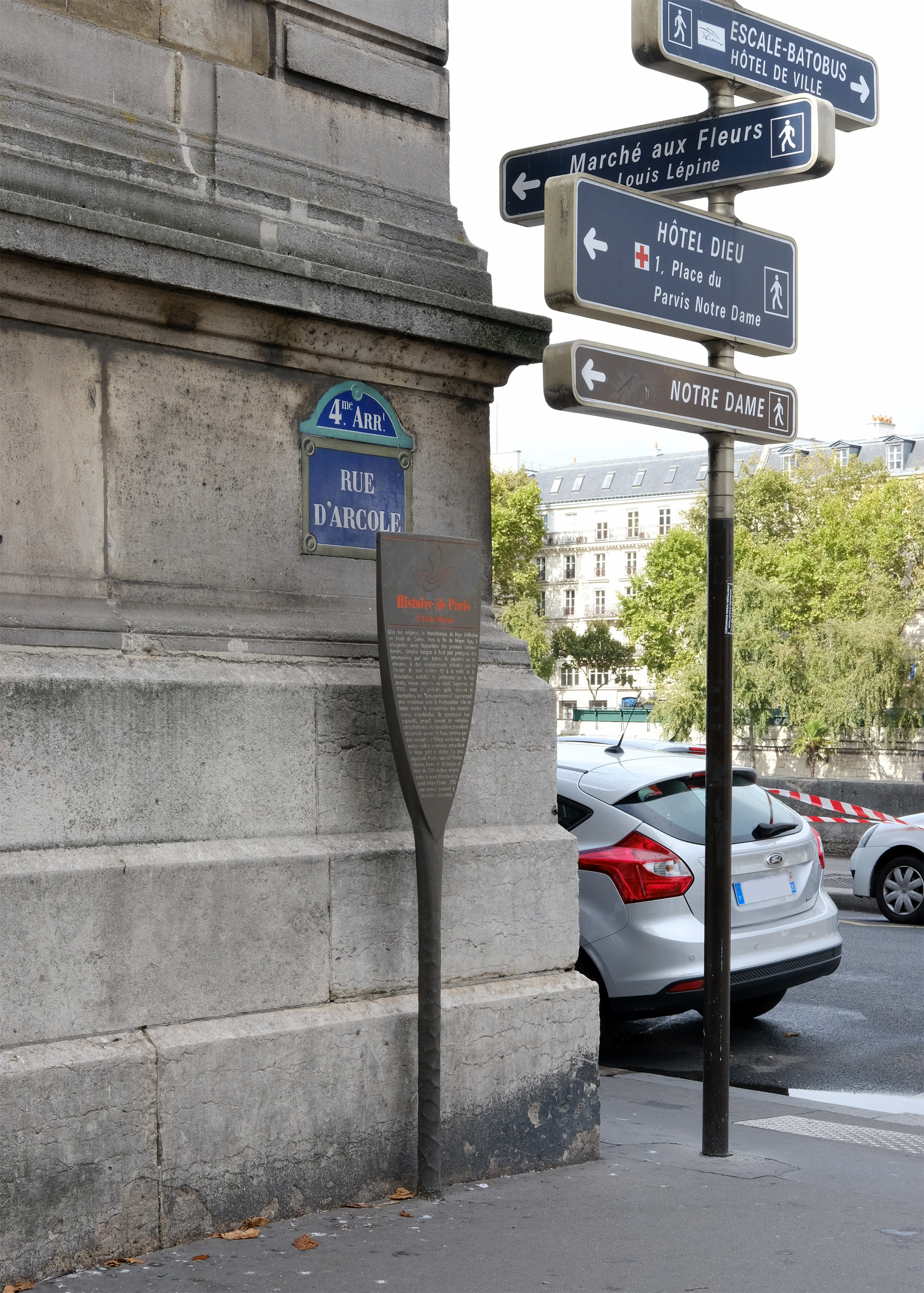
Panneau Histoire de Paris.
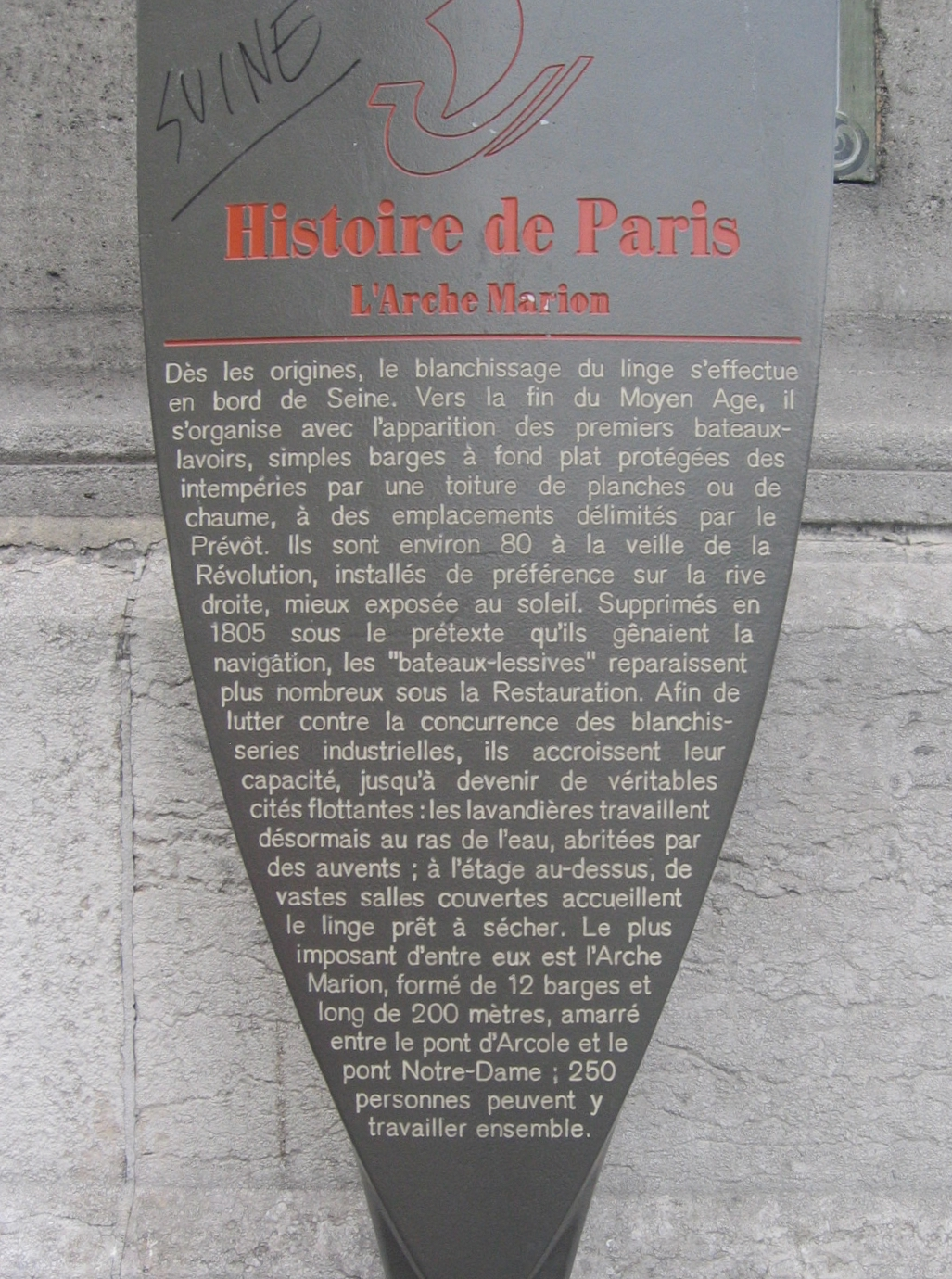
Panneau de l'Arche Marion.